# مارینر ۸
مارینر ۸ (انگلیسی: Mariner 8) که با نام مارینر-اچ نیز شناخته می‌شود، به همراه مارینر ۹ بخشی از پروژه مارینر-مریخ ۷۱ بود که با هدف رسیدن به مدار مریخ و ارسال تصویر به زمین ساخته شد ولی وجود نقص در یکی از وسایل پرتاب مانع از قرارگیری آن در مدار نزدیک زمین شد و فضاپیما مدت کوتاهی پس از پرتاب در اقیانوس اطلس سقوط کرد.